# Benjamin Thomsen

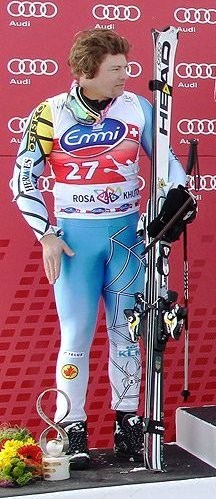
Benjamin en 2012

Benjamin Thomsen nació el 25 de agosto de 1987 en Invermere (Canadá), es un esquiador que tiene 1 pódium en la Copa del Mundo de Esquí Alpino.

## Resultados

### Juegos Olímpicos de Invierno
- 2014 en Sochi, Rusia
  - Descenso: 19.º

### Campeonatos Mundiales
- 2011 en Garmisch-Partenkirchen, Alemania
  - Descenso: 18.º
  - Super Gigante: 19.º
- 2013 en Schladming, Austria
  - Descenso: 17.º
  - Super Gigante: 19.º
- 2015 en Vail/Beaver Creek, Estados Unidos
  - Descenso: 18.º
  - Super Gigante: 27.º

### Copa del Mundo

#### Clasificación General Copa del Mundo
- 2010-2011: 109.º
- 2011-2012: 42.º
- 2012-2013: 77.º
- 2013-2014: 97.º
- 2014-2015: 73.º